# Welkom

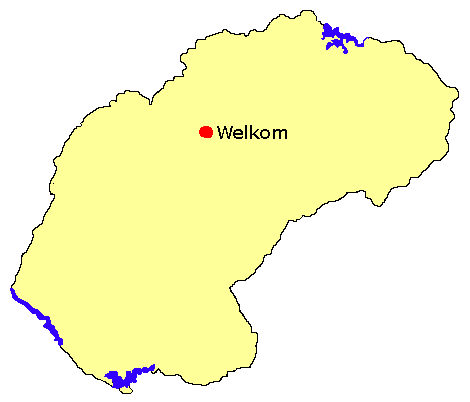
Situarea orașului Welkom în provincia Free State

Welkom este un oraș în provincia Free State din Africa de Sud.